# SR 88
Le SR 88 est un fusil d'assaut singapourien fabriqué dans les années 1990.

## Présentation
Le Singaporian Rifle 88 (= fusil singapourien 1988) fut adopté en petit nombre par l'armée singapourienne en 1990. Son fabricant est Chartered Industries of Singapore,,. 
Dérivé de l'AR-18, il était fabriqué en alliage léger et en matériau synthétique. Il fonctionne par emprunt des gaz et culasse rotative. Il dispose d'une crosse repliable latéralement. Il existe une version compacte de cette arme,.
Une version améliorée, SR 88A, a ensuite aussi été produite,.

## Données numériques
- Munition : 5,56 mm OTAN
- Longueur :
  - totale : 96 cm
  - avec crosse repliée : 81 cm
- Canon : 46 cm
- Masse du fusil vide : 3,7 kg
- Cadence de tir théorique : 700/900 coups par minute
- Chargeurs : 30 cartouches (celui du M16A1)